# Bầu cử Hạ nghị viện Việt Nam Cộng hòa 1971
Bầu cử Hạ nghị viện được tổ chức tại Việt Nam Cộng hòa vào ngày 29 tháng 8 năm 1971. Chỉ có một số ứng cử viên có liên kết với các chính đảng. Đây là cuộc bầu cử cuối cùng được tổ chức ở miền Nam Việt Nam, khi chế độ Việt Nam Cộng hòa sụp đổ năm 1975 và thống nhất về mặt nhà nước với miền Bắc vào năm 1976.

## Hệ thống bầu cử
Để bầu các dân biểu Hạ nghị viện, mỗi tỉnh, thành phố đóng vai trò là khu vực bầu cử, ngoại trừ thủ đô Sài Gòn được chia thành 3 khu vực bầu cử và tỉnh Gia Định được chia thành 2 khu vực bầu cử. Cử tri có số phiếu bầu bằng số ghế cần lấp đầy. Ở các khu vực bầu cử một thành viên thì áp dụng chế độ bầu cử theo đa số: riêng những khu vực bầu cử có nhiều hơn một ghế cần được bầu thì áp dụng chế độ bầu cử theo đa số phi chuyển nhượng.

## Kết quả
Tỷ lệ cử tri đi bầu là 78,5%, với 5.567.446 trong số 7.085.943 cử tri đã đăng ký bỏ phiếu.

### Thành viên được bầu theo tỉnh
| Tỉnh                                          | Ứng viên         | Phiếu bầu | %    |
| --------------------------------------------- | ---------------- | --------- | ---- |
| Sài Gòn (Quận 1)                              | Hồ Ngọc Cừ       | 29,444    | 20.7 |
| Sài Gòn (Quận 1)                              | Lý Quí Chung     | 28,797    | 20.2 |
| Sài Gòn (Quận 1)                              | Nguyễn Hữu Chung | 23,370    | 16.4 |
| Sài Gòn (Quận 1)                              | Nguyễn Trọng Nho | 17,639    | 12.4 |
| Sài Gòn (Quận 1)                              | Trần Văn Tuyên   | 17,232    | 12.1 |
| Sài Gòn (Quận 2)                              |                  |           |      |
| Trương Vi Trí                                 | 32,932           | 28.7      |      |
| Huỳnh Ngọc Anh                                | 21,031           | 18.3      |      |
| Gip A Sáng                                    | 19,923           | 17.3      |      |
| Diệp Văn Hưng                                 | 18,739           | 16.3      |      |
| Sài Gòn (Quận 3)                              |                  |           |      |
| Hồ Văn Minh                                   | 41,977           | 30.2      |      |
| Võ Văn Phát                                   | 35,528           | 25.6      |      |
| Hồ Ngọc Nhuận                                 | 31,858           | 22.9      |      |
| Phan Công Phú                                 | 20,331           | 14.6      |      |
| Nguồn: Public Administration Bulletin Vietnam |                  |           |      |

Vì cử tri ở các khu vực bầu nhiều hơn một thành viên có nhiều hơn một phiếu bầu nên tỷ lệ phần trăm có thể không lên tới 100%.